# Avril de Sainte-Croix
Avril de Sainte-Croix   (Carouge, 10 de febrer de 1855 - Menton, 21 de març de 1939) Adrienne Avril de Sainte-Croix també coneguda com a Ghenia Avril de Sainte-Croix o simplement Eugénie Avril de Sainte-Croix, fou escriptora, periodista, filantropa, feminista i pacifista.

## Biografia
Adrienne Pierrette Eugénie Glaisette, coneguda pels noms de Savioz (nom de la seua mare), Mlle Sainte-Croix, després Madame Avril de Sainte-Croix, nasqué el 10 de febrer del 1855 a Carouge (cantó de Ginebra, Suïssa). El seu pare, Marc Glaisette, prové d'una família hugonota de Gap que es va establir al cantó de Vaud després de la revocació de l'Edicte de Nantes. Va morir el 1858 deixant la seua esposa i dues filles joves. El 1871, la família Glaisette obté la ciutadania del municipi de Sainte-Croix, cantó de Vaud. És el lloc d'origen Sainte-Croix, que també dona nom a l'Església catòlica de Carouge, lloc de naixement d'Adrienne, l'origen del pseudònim que assumirà després.
Avril de Sainte-Croix se'n va a París en la dècada del 1880. Escriptora, periodista, autora de contes i cròniques amb el pseudònim de Savioz, col·labora sobretot en Le Figaro, en l'Eclair i en Siècle, en el qual es posiciona amb Dreyfus.
El 17 de maig del 1900 es casa a París amb un enginyer divorciat, François Avril.
François Avril, nascut el 14 de maig de 1840 a Montbrison, va morir el 7 de setembre de 1910 a Lausana (Suïssa), divorciat de Marie Thérèse Brunet el 1892. Tot i que protestant i situada en un entorn filantròpic, no sembla practicant. Lliurepensadora, forma part de la Lògia del Dret Humà, creada per Maria Deraismes i Georges Martin.

## La lluita abolicionista
Segons el perfil elaborat per la periodista Jane Misme el 1930, en el Congrés Feminista del 1896 Avril de Sainte-Croix "obrí els ulls al feminisme". A l'any següent, col·laboradora amb la Fronde, un diari per a dones creat per Marguerite Durand. En prendre consciència de la situació de les dones preses a Saint-Lazare, publica una sèrie d'articles en el diari. El mateix any, va anar a Londres al Congrés de la federació abolicionista en companyia de Louise Michel, un congrés en què també participaren Isabelle Bogelot, delegada de l'Obra dels alliberats de Saint-Lazare, i l'abolicionista Josephine Butler.
Avril de Sainte-Croix s'implica en la lluita abolicionista: el 1901 funda la Societat Llibertadora de treball, recuperació i reclassificació per a xiquetes, reconeguda com a organització d'utilitat pública el 28 de juny del 1913. Igual que el Patronatge de les alliberades d'Isabelle Bogelot o l'acció de Sarah Monod, intenta ajudar materialment i moral les dones prostitutes. Avril de Sainte-Croix crea sales d'asil per a menors, dispensaris mèdics, i fins i tot una escola agrícola a Epernon (Eure-et-Loir). Entre els benefactors de l'associació hi ha les principals responsables del Consell Nacional de Dones Franceses: Gabrielle Alphen-Salvador, Sarah Monod i el seu cosí Henri Monod, director d'assistència pública, Julie Siegfried i el seu espòs, el diputat Jules Siegfried.
És activa en altres obres filantropes franceses: membre de la junta directiva de l'Associació per a la repressió del tràfic de blanques i la preservació de les xiquetes; en el comité honorari de l'Associació per al desenvolupament de l'assistència als malalts, o el 1905 en el comité central de la Lliga Francesa dels drets humans i ciutadans.

## Feminista internacional
Avril de Sainte-Croix considera que cal temps per a avançar en els canvis: “després de ser feministes per oportunisme, ho seran per convicció; i estic segura que aviat imaginaran sincerament que han defensat la idea en lloc d'haver estat arrossegades per ella”.

### Consell Nacional de Dones Franceses
Secretària general del Consell Nacional de Dones Franceses del 1901 al 1922, gestiona les relacions entre seccions, l'articulació entre el consell nacional i les branques regionals, l'organització d'assemblees públiques, les relacions amb el Consell Internacional de Dones i altres associacions estrangeres. El 1922, va succeir a Julie Siegfried al capdavant del Consell Nacional. Fou ella qui obrí els Estats Generals del Feminisme el 1929, el comité d'honor del qual tenia entre els seus membres Aristide Briand, el president del Consell, Raymond Poincaré i el Premi Nobel de la Pau Ferdinand Buisson. El 1932, es retirà de la presidència per raons de salut i donà pas a Marguerite Pichon-Landry, i en fou elegida presidenta honorària.

### Relacions amb el món polític
Quan, el 1903, els agents morals van arrestar per error dues xiquetes, feministes i abolicionistes van protestar una vegada més contra la doble moral i van exigir reformes. El ministre de l'Interior i president del Consell, Émile Combes, creà una comissió extraparlamentària on per primera vegada hi ha una dona: Abril de Sainte-Croix. En el seu treball Le Féminisme, publicat el 1907, afirma que no va haver de sofrir massa les protestes per la presència femenina. Al costat d'ella hi ha alguns senadors favorables als drets de les dones com Jean Cruppi, Francis de Pressensé o Paul Strauss.
Després de quatre anys de treball, la comissió presentà "un projecte de llei que, en essència, exigia que les dones i els hòmens tornassen a la llei comuna" i condemnava la prostitució. El 1913, és presidenta d'una de les subcomissions per a estudiar la lluita contra la prostitució i les malalties venèries. El govern encara recorrerà a ella sobre aquesta qüestió abolicionista el 1921, i la nomena relatora en la Conferència Internacional de la Lliga de la Creu Roja per a l'estudi de la lluita contra les malalties venèries. També forma part de la comissió de Coulon-Chavagnes (1905-1907) que estudia les lleis conjugals desiguals i la incapacitat civil de les esposes. El 1916, Avril de Sainte-Croix i Julie Siegfried foren responsables de la creació de la Secció d'Estudis de les Dones, dins del Museu Social. La col·laboració entre el Consell Nacional de Dones Franceses i el govern continua i el Ministeri d'Armament crea un Comité de Treball femení, i els seus deu membres provenen de la secció femenina del Museu Social. Aquest comité és responsable d'estudiar la situació de les obreres en les fàbriques de guerra. Un dels resultats és la concessió d'un sou mínim per a les dones que treballen en la llar. Alhora, Avril de Sainte-Croix fundà les Llars-cantines per a les obreres de les fàbriques (que després de la Primera Guerra Mundial esdevindran les Llars femenines): on poden menjar, banyar-se, etc.
El compromís d'Avril de Sainte-Croix va més enllà de les fronteres franceses. És propera a Josephine Butler, la lluita abolicionista de la qual comparteix, també d'Ishbel Hamilton-Gordon, presidenta del Consell Internacional de Dones, i d'Emma Pieczynska-Reichenbach. El 1898, presidí la secció de la Unitat de Moralitat del Consell Internacional de Dones, abans de ser-ne al 1930 la primera vicepresidenta. Impulsà la creació de consells nacionals a Grècia, Turquia, Polònia, Txecoslovàquia, i Àustria, i es convertí en la padrina, amb Julie Siegfried, dels consells nacionals de Paraguai al 1918.
La seua fama internacional li va permetre ser, després de la guerra, delegada d'associacions internacionals de dones en la Societat de Nacions, a càrrec de la prostitució, el tràfic de dones i xiquets i la profilaxi de malalties venèries.
Li atorguen l'Orde de la Legió d'Honor per decret del 8 d'octubre de 1920; nomenada oficial l'1 de juliol del 1931. També rebé medalles d'or per Assistència i Higiene.
Va morir el 21 de març del 1939 a Menton, a vuitanta-quatre anys.

## Homenatges
La ciutat de París va anomenar el carreró Avril-de-Sainte-Croix en memòria seua, al jardí Ranelagh, al districte 16.